# Catedral de Nuestra Señora y Santo Tomás (Northampton)
La catedral de Nuestra Señora y Santo Tomás o simplemente catedral de Northampton (en inglés: Cathedral of Our Lady and St. Thomas) Es una catedral católica en Northampton, Inglaterra en el Reino Unido. Es la sede episcopal de la diócesis de Northampton, que cubre los condados de Northamptonshire, de Bedfordshire, de Buckinghamshire y la parte de Berkshire (antes en Buckinghamshire) al norte del río Támesis. La catedral está situada en el norte de la ciudad, a lo largo de la carretera de Barrack Road.
En 1823, el obispo John Milner vicario apostólico del Distrito de Midland envió a P. William Foley a Northampton a establecer una representación católica permanente en la ciudad. Su primera base era una pequeña casa, usada por un sacerdote católico durante los dos años anteriores, que tenía una habitación como capilla. El P. William Foley compró un pedazo de tierra en el sitio del Priorato original de San Andrés, Northampton, desde donde Thomas Becket fue al exilio. Fue allí donde decidió construir una capilla construida específicamente. La capilla, dedicada a San Andrés, fue inaugurada el 25 de octubre de 1825.
Los orígenes del edificio actual datan de 1840 cuando el primer obispo de Northampton, William Wareing, encargó a Augustus Welby Northmore Pugin  diseñar una capilla colegial dedicada a San Félix. La capilla de San Andrés era demasiado pequeña para una congregación más grande. La nueva capilla fue construida en 1844. El número de adoradores católicos pronto superó el tamaño del edificio y el hijo de Pugin Edward Welby Pugin fue elegido por el sucesor del obispo Wareing, Francis Amherst para diseñar una extensión y hacer el edificio en una catedral. Esta ampliación vino en forma de la actual nave que se abrió en 1864, dedicada a Nuestra Señora Inmaculada y Santo Tomás de Canterbury.